# Moesa Manarov
Moesa Khiramanovitsj Manarov (Russisch: Муса Хираманович Манаров) (Bakoe, 22 maart 1951) is een Sovjet voormalig ruimtevaarder. Manarov’s eerste ruimtevlucht was Sojoez TM-4 met een Sojoez draagraket en vond plaats op 21 december 1987. Doel van deze missie was een koppeling uitvoeren ruimtestation Mir.
In totaal heeft Manarov twee ruimtevluchten op zijn naam staan. Tijdens zijn missies maakte hij zeven ruimtewandelingen. In 1992 ging hij als kosmonaut met pensioen. 